# Torčesk
Torčesk (in ucraino Торчеськ?; in russo Торческ?) era una città medievale vicina a Kaharlyk, tra gli odierni centri abitati di Olšanijtsia e Sharkij, nell'oblast' di Kiev, in Ucraina.
Torčesk viene menzionata per la prima volta in una cronaca del 1093 come centro dei Torki (una tribù affiliata agli Oghuz) e in seguito dei Klobuki Neri, che si stabilirono lungo la valle del fiume Ros' e servirono i principi di Kiev. Nella seconda metà del XII secolo, Torčesk divenne la capitale di un principato, i cui sovrani venivano nominati dai principi di Kiev.
Torčesk è menzionata l'ultima volta in una cronaca nel 1234, ma pare che fu distrutta nel corso dell'invasione mongola della Rus' di Kiev. Attualmente rientra nel registro dei patrimoni materiali di interesse storico dell'Ucraina.